# Ітон (Колорадо)
Ітон (англ. Eaton) — місто (англ. town) в США, в окрузі Велд штату Колорадо. Населення — 5802 особи (2020).

## Географія
Ітон розташований за координатами 40°31′31″ пн. ш. 104°42′48″ зх. д. / 40.52528° пн. ш. 104.71333° зх. д. (40.525202, -104.713307).  За даними Бюро перепису населення США в 2010 році місто мало площу 6,13 км², уся площа — суходіл. В 2017 році площа становила 7,29 км², уся площа — суходіл.

## Демографія
Згідно з переписом 2010 року, у місті мешкало 4365 осіб у 1621 домогосподарстві у складі 1214 родин. Густота населення становила 713 особи/км².  Було 1698 помешкань (277/км²).
Расовий склад населення:
| - 93,3 % — білих - 0,6 % — корінних американців - 0,5 % — азіатів - 0,3 % — чорних або афроамериканців - 3,4 % — осіб інших рас |

До двох чи більше рас належало 1,9 %. Частка іспаномовних становила 12,1 % від усіх жителів.
За віковим діапазоном населення розподілялося таким чином: 29,7 % — особи молодші 18 років, 57,4 % — особи у віці 18—64 років, 12,9 % — особи у віці 65 років та старші. Медіана віку мешканця становила 37,3 року. На 100 осіб жіночої статі у місті припадало 93,2 чоловіків;  на 100 жінок у віці від 18 років та старших — 88,6 чоловіків також старших 18 років.
Середній дохід на одне домашнє господарство  становив 83 861 долар США (медіана — 69 242), а середній дохід на одну сім'ю — 91 593 долари (медіана — 78 529). Медіана доходів становила 45 042 долари для чоловіків та 38 134 долари для жінок. За межею бідності перебувало 1,5 % осіб, у тому числі 0,0 % дітей у віці до 18 років та 0,0 % осіб у віці 65 років та старших.
Цивільне працевлаштоване населення становило 2231 осіб. Основні галузі зайнятості: освіта, охорона здоров'я та соціальна допомога — 17,6 %, науковці, спеціалісти, менеджери — 14,9 %, фінанси, страхування та нерухомість — 12,9 %, сільське господарство, лісництво, риболовля — 12,0 %.